# Nikolaj Kolesnikov (sollevatore)
Nikolaj Alekseevič Kolesnikov (in russo Николай Алексеевич Колесников?; Naratly, 15 febbraio 1952) è un ex sollevatore sovietico.
È campione olimpico e mondiale, e ha gareggiato principalmente nella categoria dei pesi piuma (fino a 60 kg).

## Carriera
Kolesnikov, di origine ciuvascia, ha iniziato a praticare il sollevamento pesi nella categoria dei pesi gallo, per poi passare definitivamente a quella dei pesi piuma, nella quale si è migliorato fino a diventare un atleta di alto livello internazionale.
Il primo risultato importante della sua carriera lo ha conseguito ai campionati mondiali di Manila del 1974, vincendo la medaglia d'argento dietro al bulgaro Georgi Todorov, il quale realizzò nell'occasione il nuovo record mondiale nel totale con 280 kg., e riuscendo a tenere subito dietro il campione olimpico in carica Norajr Nurikjan, anch'egli della Bulgaria.
L'anno successivo ai campionati mondiali ed europei di Mosca è giunto nuovamente secondo alle spalle di Georgi Todorov, che anche in quell'occasione stabilì il nuovo record mondiale nel totale con 285 kg.
Nell'anno olimpico 1976 Kolesnikov ha vinto i campionati europei di Berlino Est con 282,5 kg. nel totale davanti ai bulgari Todor Todorov e Georgi Todorov. Questa è stata la sua prima vittoria importante a livello internazionale, alla quale seguì poco dopo la medaglia d'oro alle Olimpiadi di Montreal, sollevando 285 kg. nel totale e battendo il suo principale rivale, il bulgaro Georgi Todorov ed il giapponese Kazumasa Hirai. In quell'anno la competizione olimpica era valida anche come campionato del mondo.
Nel 1977, ai campionati mondiali ed europei di Stoccarda, ha vinto una nuova medaglia d'oro, battendo un nuovo rivale dalla Bulgaria, il diciottenne Janko Rusev, con 280 kg. nel totale contro i 277,5 kg. del giovane bulgaro. Janko Rusev è diventato negli anni a venire uno dei sollevatori di maggior successo di tutti i tempi tra le categorie dei pesi piuma, leggeri e medi.
La serie di successi di Kolesnikov è continuata nel 1978, vincendo nel mese di giugno i campionati europei di Havířov con 290 kg. e nel mese di ottobre i campionati mondiali a Gettysburg con 270 kg.
Nel 1979, ai campionati europei di Varna è stato di nuovo medaglia d'oro con il record del mondo di 292,5 kg. nel totale, lasciando Georgi Todorov, secondo classificato, a 20 kg. dietro. Tuttavia, ai successivi campionati mondiali di Salonicco Kolesnikov sollevò 125 kg. nella prova di strappo e poi fallì i tre tentativi nello slancio alla misura d'ingresso di 157,5 kg., non realizzando pertanto alcun risultato utile ai fini della classifica finale.
All'inizio del 1980 si è infortunato nel corso di una competizione, perdendo così la possibilità di essere selezionato per i Giochi Olimpici di Mosca e terminando di fatto la sua carriera agonistica, durante la quale ha vinto anche quattro titoli nazionali sovietici e realizzato otto record mondiali, di cui sei nello slancio e due nel totale.
Dopo il suo ritiro, Kolesnikov ha completato la formazione di allenatore ed è stato per molti anni un tecnico della federazione di sollevamento pesi russa, diventando negli anni 2000 il capo allenatore della nazionale del suo Paese.
Sua figlia Anastasija Kolesnikova è diventata una valente atleta di ginnastica artistica, vincitrice della medaglia d'argento nel concorso generale a squadre alle Olimpiadi di Sydney 2000, ove fu impegnata alle parallele asimmetriche e alla trave.